# René Morisset
Pour les articles homonymes, voir Morisset.
René Morisset, né le 2 janvier 1899 à Bergerac (Dordogne) et mort le 11 décembre 1989 à Ivry-sur-Seine (Val-de-Marne), agrégé de lettres, est un latiniste français, Inspecteur général de l'Éducation nationale.

## Biographie
Fils d'un principal de collège,, René Morisset devient professeur de lettres au Lycée Henri-Poincaré de Nancy à la rentrée 1925. Il est ensuite nommé à Versailles en 1929, puis à Henri-IV en 1936, et enfin à Louis-le-Grand en 1941.
René Morisset est co-auteur avec Georges Thévenot des Lettres latines, ouvrage destiné aux latinistes lycéens. 
En 1952, René Morisset devient inspecteur général de l’Éducation nationale.

## Œuvres
- Avec Georges Thévenot, Les Lettres latines, Éditions de l'École, Paris, 1950, 1293 p.
- Avec Georges Thévenot, Les Lettres latines : Virgile, Magnard, Paris, 1958, 164 p.